# تصفيات بطولة أمم أوروبا للسيدات 2013 – المجموعة 5
المجموعة 5 من تصفيات بطولة أمم أوروبا لكرة القدم للسيدات 2013 هي واحدة من المجموعات التأهيلية لبطولة أمم أوروبا لكرة القدم للسيدات وسوف تلعب ما بين 25 أغسطس 2011 و19 سبتمبر 2012. يشترك في مباريات المجموعة منتخبات بيلاروسيا، إستونيا، فنلندا، سلوفاكيا وأوكرانيا.
الفائز بالمجموعة يتأهل مباشرة إلى مسابقة يورو للسيدات 2013. وإذا كان المنتخب الوصيف بهذه المجموعة الأفضل من بين باقي وصفاء المجموعات بالتصفيات سيتأهل هو الآخر للنهائيات، في حين إذا لم يكن الأفضل سينتقل للعب مبارتين فاصلتين في أكتوبر 2012 مع فريق يحدد في القرعة لتحديد الفرق الثلاثة التي ستكمل عقد المتأهلين.

## الترتيب
| فريق     | نقاط | فرق | عليه | له | خ | ت | ف | لعب |
| -------- | ---- | --- | ---- | -- | - | - | - | --- |
| سلوفاكيا | 7    | 6+  | 1    | 7  | 0 | 1 | 2 | 3   |
| فنلندا   | 4    | 6+  | 2    | 8  | 0 | 1 | 1 | 2   |
| أوكرانيا | 4    | 3+  | 1    | 4  | 0 | 1 | 1 | 2   |
| بيلاروس  | 4    | 2−  | 6    | 4  | 1 | 1 | 1 | 3   |
| إستونيا  | 0    | 12− | 15   | 3  | 4 | 0 | 0 | 4   |

## النتائج
جميع اوقات المباريات UTC+2.

## وصلات خارجية
- نتائج وترتيب المجموعة 5 على موقع اليويفا